# Годме, Жан
Жан Годме (фр. Jean Gaudemet; 10 сентября 1908, Дижон — 17 мая 2001, Париж) — французский юрист и историк права.

## Биография
Жан Годме родился 10 сентября 1908 года в Дижоне. Он происходил из научной семьи. Его дедушка был известным юристом во Франции, а отец Эжен Годме — известный специалист по гражданскому праву, профессор права в Страсбурге. Первоначальное образование Жан Годме получил в Страсбурге, куда перешёл на профессорское место его отец. В 1934 году Годме защищает свою докторскую работу, посвященную изучению римского права. В 1935 году он становится профессором права в университете Гренобля. Затем переходит в университет Страсбурга, где на протяжении многих лет с 1937 по 1964 год преподавал в институте канонического права университета Страсбурга. С 1950 года начинает преподавать ещё и в университете Париже (Paris II). Здесь профессор Жан Годме преподавал до 1978 года.
В 1965 году он был избран исследовательским директором Высшей практической школы (École pratique des hautes études (EPHE)) в V секции — религиозные науки. Также профессор Жан Годме занимал высокие научные должности, среди которых необходимо выделить следующие. Он был президентом Общества Жана Бодена (Société Jean Bodin), и президентом Ассоциации историков юридических факультетов и международной ассоциации права и учреждений, и вице-президентом Общества религиозной истории Франции. Он был признан почетным доктором многочисленных европейских университетов.
С 1969 по 1980 году профессор Жан Годме являлся членом Комиссии по реформе канонического права. Кроме этого, он был членом папского комитета исторических наук и советником министерства иностранных дел Франции по религиозным делам (1970—1982).
Жан Годме — профессор университетов Парижа и Страсбурга, крупнейший специалист по римскому и каноническому праву, автор многочисленных статей по праву, большей частью опубликованных в журнале Revue de droit canonique, выпускаемый университетом Страсбурга.
Скончался профессор Жан Годме 17 мая 2001 года в Париже.